# Amamiguntō-Nationalpark
Der Nationalpark Amami-Inseln (jap. 奄美群島国立公園, Amami Guntō Kokuritsu Kōen) ist ein japanischer Nationalpark im südlichsten Teil der Präfektur Kagoshima. Der Park wurde am 7. März 2017 als 34. Nationalpark ernannt. Das Parkgebiet teilt sich auf in besonders geschützte, gewöhnliche und Meeresschutzgebiet-Zonen, sowie drei Klassen an speziellen Schutzzonen.

## Geographie

Karte der Teilgebiete des Amamiguntō-Nationalparks. Von oben links im UZS: Tokunoshima, Kikai-jima, Amami-Ōshima, Yoron Insel, Okinoerabu-jima.
Landfläche
Wasserfläche

Der Nationalpark umfasst eine Landfläche von 42.181 ha und eine Wasserfläche von 33.082 ha. Die Fläche verteilt sich dabei auf und um die Inseln Tokunoshima, Kikai-jima, Amami-Ōshima, Yoron-jima und die Okinoerabu-jima.

## Landmarken und Sehenswürdigkeiten

### Amami-Ōshima
Yuwan-dake

Mit 694 Metern ist der Yuwan-dake der höchste Berg der Amami-Inseln. Die Urwälder rund um den Gipfel haben sich aufgrund der starken Winde, die das Wachstum der Bäume bremsen, und der endemischen Pflanzenarten, zu einem Zwergwald an der Küste entwickelt. Der Zwergwald um den Yuwan-dake wurde als geschütztes Naturdenkmal Japans ausgewiesen.
Sumiyo-Mangrovenwald

Der Sumiyo-Mangrovenwald ist nach dem Nakamagawa-Mangrovenwald der Insel Iriomote in Okinawa der zweitgrößte Mangrovenwald Japans. Bei Ebbe können Besucher einen Blick auf Schlammspringer (Periophthalmus argentilineatus) erhaschen, eine Art von Soldatenkrabben (Mictyris brevidactylus) und verschiedene Arten der Gattung Winkerkrabben. Es gibt auch die Möglichkeit Kanutouren durch den Mangrovenwald zu unternehmen.

### Tokunoshima
Mushiro-Küste

Die Mushirose-Küste hat ihren Namen von einer Art traditionell gewebter Matte, die als „Mushiro“ bezeichnet wird. Wie der Name aussagt, erscheint die riesige Granitplatte so, als hätte jemand eine Mushiro-Matte entlang der Küste ausgebreitet.
Kap Inutabu

Die Landschaft am Kap Inutabu zeigt markante Klippen, die durch die Erosion eines emporgehobenen Korallenriffs entstanden sind. An der Spitze des Kaps befindet sich ein Gedenkturm zu Ehren des japanischen Schlachtschiffs Yamato, an dem jedes Jahr am 7. April ein Gedenkgottesdienst abgehalten wird.

### Okinoerabu-jima
Shoryudo-Tropfsteinhöhle

Diese Kalksteinhöhle wurde 1963 entdeckt und ist 3.500 Meter lang. Eine 600 Meter lange Strecke ist für die Öffentlichkeit zugänglich. Stalaktiten schmücken die gesamte Höhle und schaffen eine besondere Atmosphäre.
Fucha Spritzhöhle

Die Fucha Spritzhöhle ist eine Höhle an der Küste, die durch die Erosion eines emporgehobenen Korallenriffs durch die turbulenten Wellen des Ostchinesischen Meeres entstanden ist.
Wenn raue Wellen durch die Öffnung der Höhle strömen, kann das Meerwasser durch Felsen bis zu einer Höhe von über 10 Metern in die Luft geschossen werden, ähnlich wie bei einem Wal, daher der Name „Spritzhöhle“.

### Kikai-jima
Hyakunodai-Observatorium

Das Hyakunodai-Observatorium ist ein emporgehobenes Korallenriff, das sich 200 Meter über dem Meeresspiegel im Zentrum der Insel Kikai-jima erhebt. Von der Aussichtsplattform im Hyakunodai Park aus haben Besucher einen Panoramablick auf das Meer und das Korallenriff, die in die umliegenden Felder eingebetteten Inseldörfer und das waldbedeckte Terrassengelände.

### Yoron-jima
Yurigahama-Strand

Der reinweiße Sandstrand von Yurigahama Beach erscheint bei Ebbe und erstreckt sich bis zu 1,5 Kilometer vor der Küste Oganekus. Je nach Tag variiert die Form – und Anzahl – der Strände. Hier können Besucher schnorcheln.

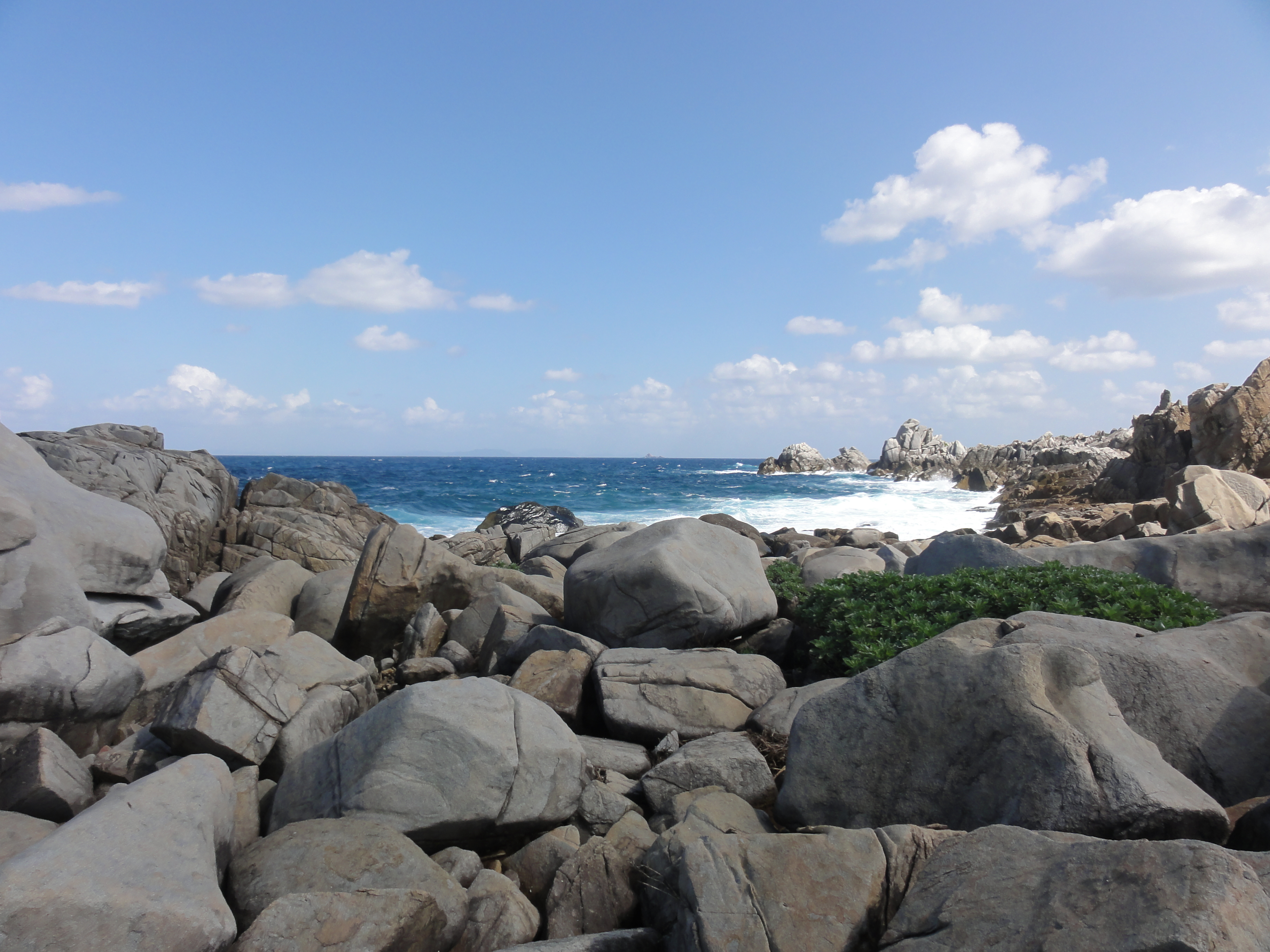
Mushiro-Küste
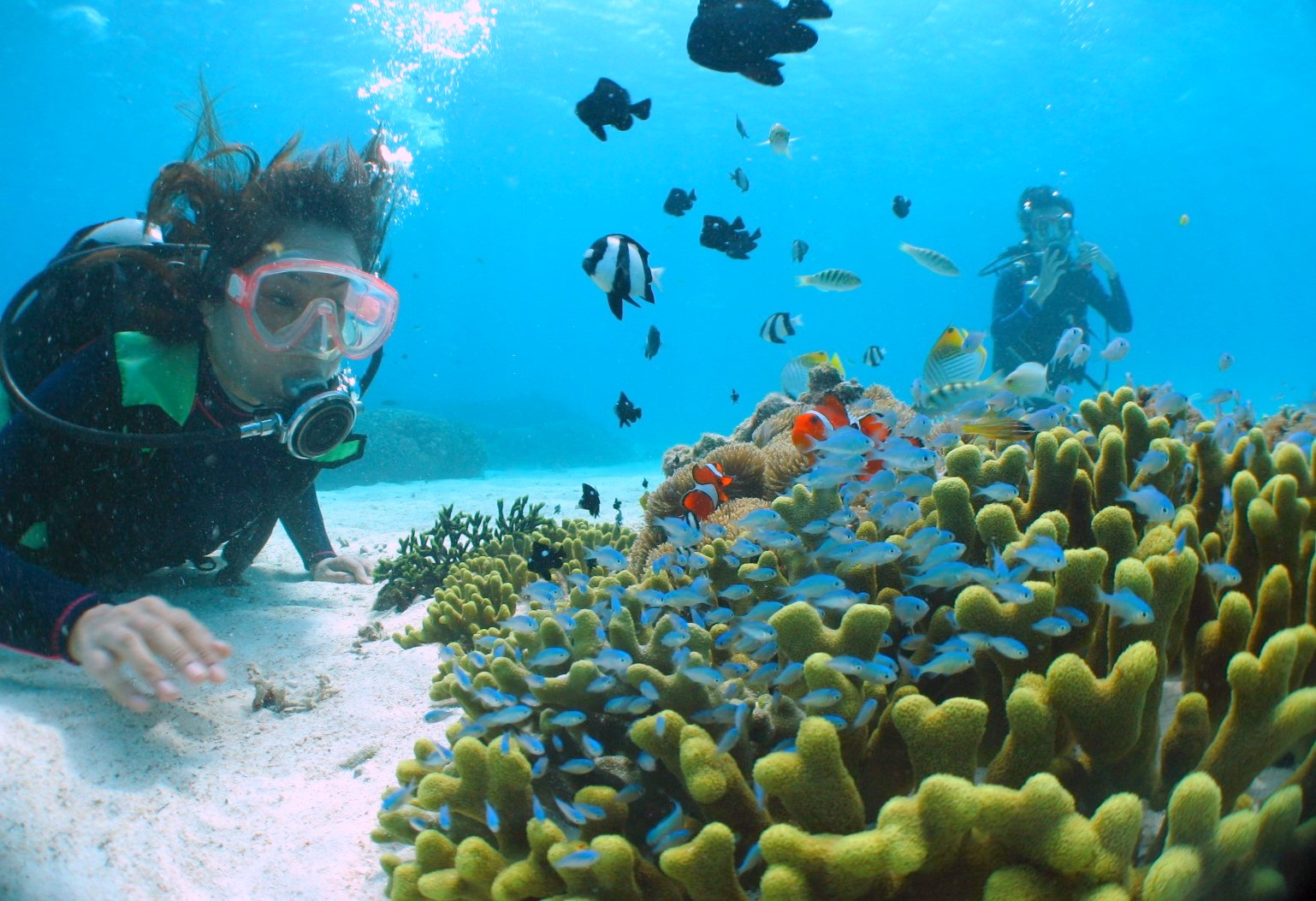
Korallenriff vor Yoron-jima

## Flora und Fauna
Die Amami-Inseln weisen eine große Vielfalt an Tierarten auf, darunter verschiedene endemische Arten und Unterarten wie das Amami-Kaninchen, die Ryukyu-Ratte, die Ryukyu-Stachelratte, die Drosselart Zoothera dauma ssp. major, der vom Aussterben bedrohte Okinawa-Krallengecko, die Fischart Ryukyu-Ayu (Plecoglossus altivelis ryukyuensis) und die Schneckenart Aegista kiusiuensis ssp. oshimana. Darüber hinaus hat sich auf den Inseln Tokunoshima und Amami-Ōshima ein besonders einzigartiges Ökosystem entwickelt in dem eine Giftschlangenart Habuschlange an der Spitze der Nahrungskette sitzt.

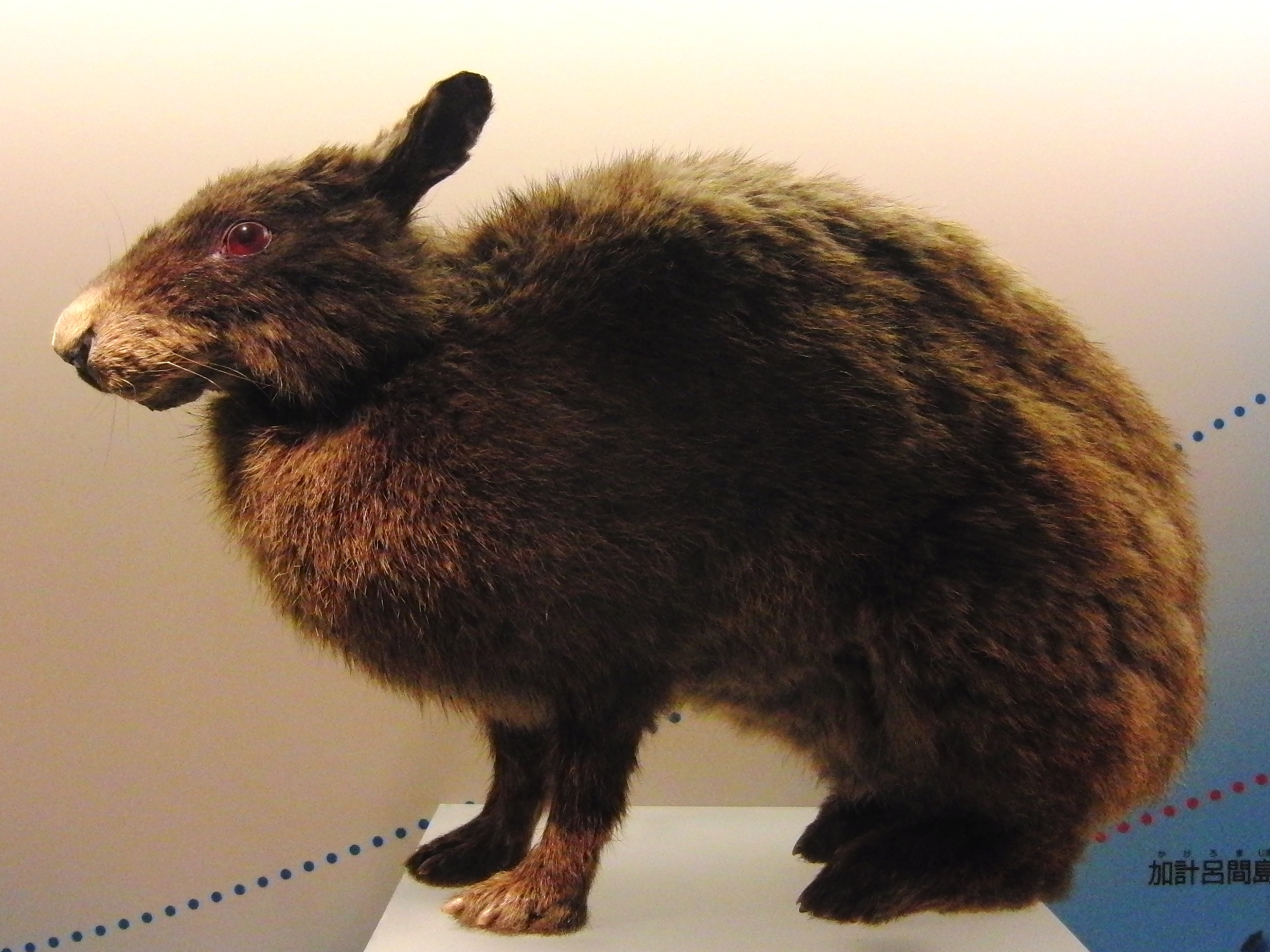
Amami-Kaninchen
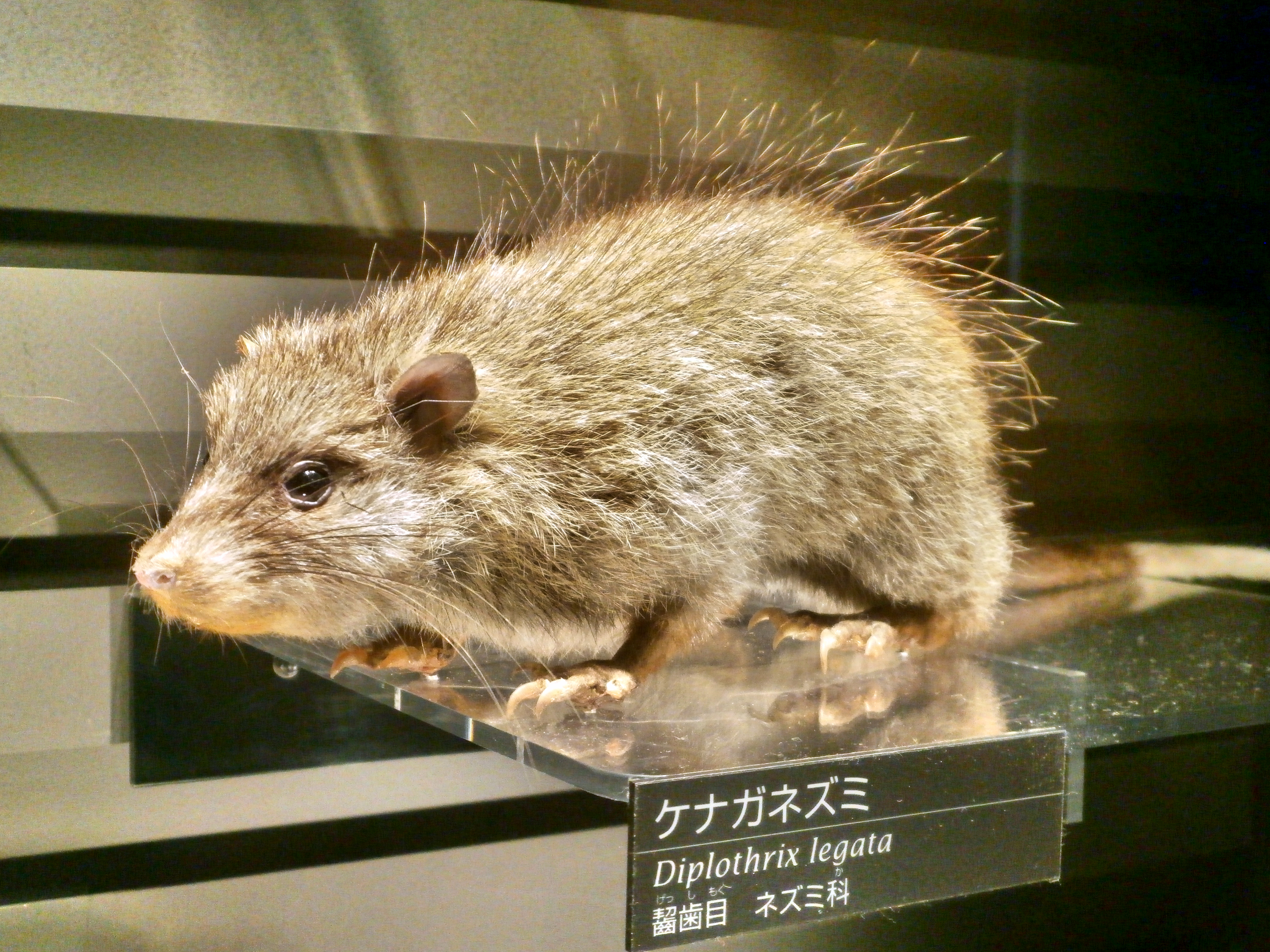
Ryukyu-Ratte
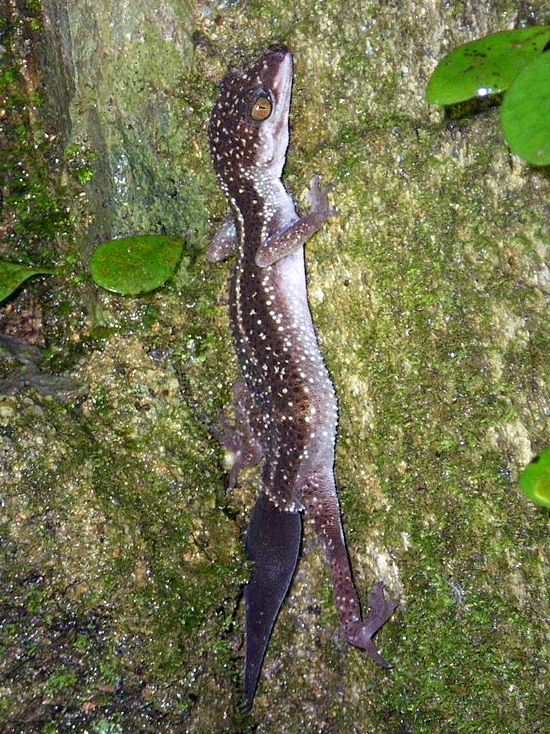
Okinawa-Krallengecko
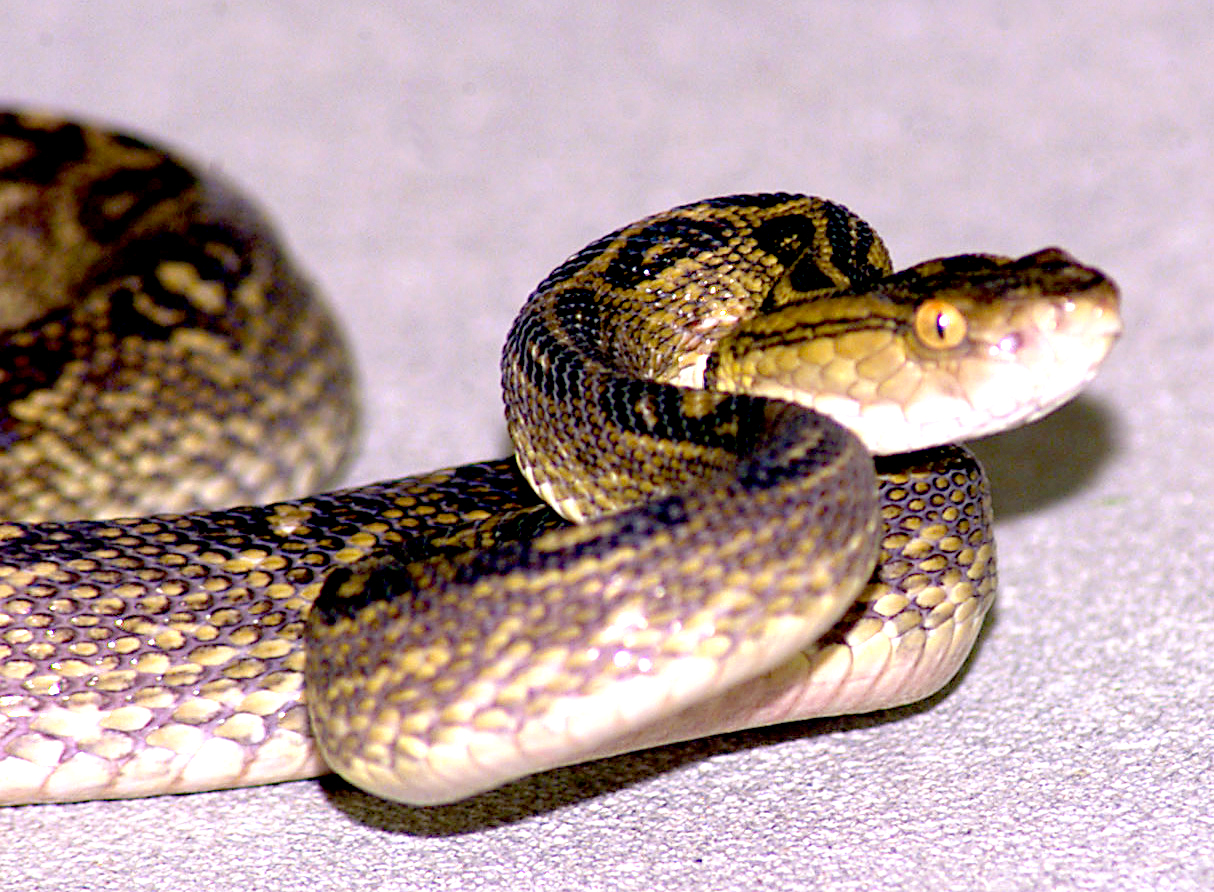
Habuschlange